# Tristan Auer
 (août 2024).
L'article doit être relu — et modifié si nécessaire — par des contributeurs indépendants pour apporter un regard critique aux contributions effectuées en violation des conditions d'utilisation de Wikipédia, tant sur la forme (notamment concernant le style encyclopédique, la proportionnalité) que sur le fond (la neutralité de point de vue, la qualité et l'indépendance des sources).
Pour les articles homonymes, voir Auer.
Tristan Auer, né le 23 octobre 1970 à Longeville-les-Metz, est un architecte d'intérieur et décorateur français.

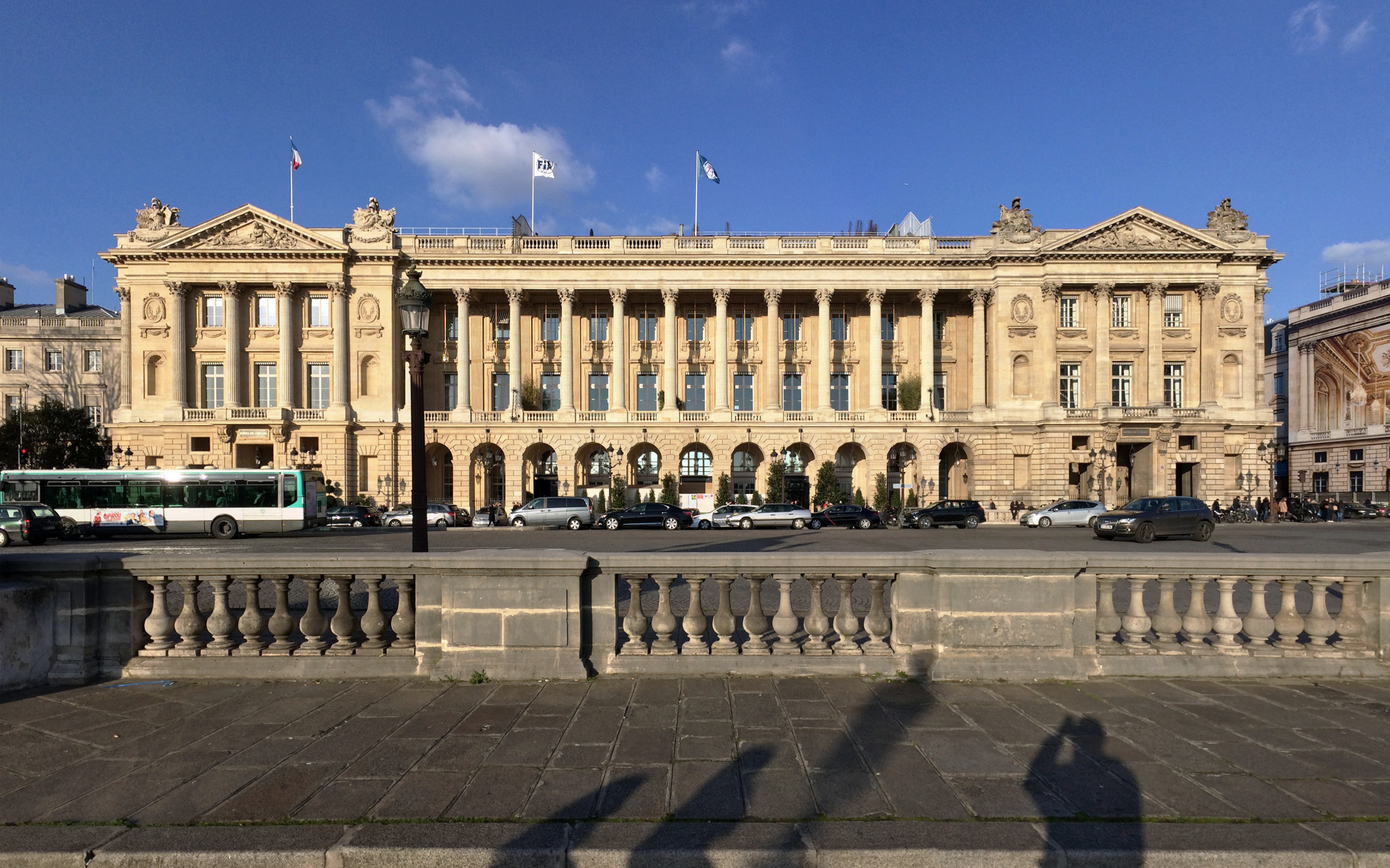
L'Hôtel de Crillon, A Rosewood Hotel, Paris.

## Biographie
Formé à l’ESAG-Penninghen, Tristan Auer rejoint les équipes de Christian Liaigre pendant deux ans, puis de Philippe Starck pendant quatre ans. En 2002, à Paris, il crée Izeu, son agence d’architecture d’intérieur,.
Après avoir fondé son agence, il participe à divers projets à travers le monde. Il travaille à la transformation et la rénovation de grands hôtels comme Les Bains et l’hôtel de Crillon à Paris, à la conception de villas et appartements privés à Londres, à New York, dans l’île Moustique, à Oman, etc. Il s'occupe également de créer des stands pour des marques renommées telles Cartier ou Chanel.

### Hotels
En 2015, l'ancienne boîte de nuit Les Bains-Douches est transformée en hôtel de luxe, dont la décoration est réalisée par Tristan Auer, un travail qui lui vaut plusieurs récompenses. Il mélange le luxe bourgeois du XIXe siècle à un stylé marqué années 1980,,.
En 2015, il devient directeur artistique du pôle luxe de Wilson Associates, une société d’architecture intérieure spécialisée dans les projets hôteliers.
En 2019, le groupe Evok Hôtel ouvre un hôtel de luxe situé rue du Temple, dans le 3ème arrondissement de Paris, dans un bâtiment qui a été complètement vidé puis recomposé par Tristan Auer. L'architecte y a réalisé un mélange de styles, combinant des références religieuses — comme le vitrail dans l'entrée avec le restaurant cathédrale en contrebas — et des références qualifiées par Le Monde de « porno chic à la Playboy ». Le nom de l'hôtel, Sinner, signifie « pécheur » en anglais, et Le Monde décrit cet hôtel cinq étoiles comme étant « à la fois mystique et érotique »,,.
En mars 2023 a lieu l’inauguration de l’hôtel Carlton, à Cannes, qui a été fermé pendant sept ans, dont cinq années de chantier de rénovation sous la conduite de l'architecte Richard Lavelle et de Tristan Auer pour la décoration intérieure,,. De nombreuses parties de l'hôtel sont classées Monuments Historiques, et le Carlton est, selon Le Figaro, l'hôtel « le plus connu au monde avec le Ritz ». Pour cette rénovation, il obtient les prix AHEAD Awards: Best Hotel of the Year 2023, Best Hotel Renovation, Best Hotel Lobby et Best Hotel Guestrooms.
La même année, l'Hôtel de Crillon à Paris ouvre son restaurant Nonos & Comestibles par Paul Pairet et la pâtisserie Butterffly, dont Tristan Auer est l'architecte d'intérieur-décorateur.
En 2024, il signe une suite Signature pour l'hôtel George V Four Seasons.

### Restaurants
En 2019, Tristan Auer s'occupe à Paris de la décoration du restaurant Ran, installé dans un hôtel particulier où vécut le Marquis de La Fayette. Le restaurant Ran est un projet de Blackcode et Moma Group,.
Pour le salon Maison & Objet 2022, Tristan Auer conçoit le pavillon « The Beach Club » pour Mariage Frères. Le pavillon est un espace de détente et de restauration,.

## Récompenses et distinctions
- 2015: AHEAD Awards - Best Bedrooms & Bathrooms[22]
- 2015: AHEAD Awards - European Hotel Design of the Year
- 2017: Créateur de l'Année Maison & Objets[23]
- 2017: GQ Designer de l'année - Les hommes de l'années 2017[24]

- 2023: AHEAD Awards - Best Hotel of the Year[25]
- 2023: AHEAD Awards - Best Hotel Renovation[25]
- 2023: AHEAD Awards - Best Hotel Lobby[25]
- 2023: AHEAD Awards - Best Hotel Guestrooms[25]